# Алене
Алене (фр. Allenay) насеље је и општина у североисточној Француској у региону Пикардија, у департману Сома која припада префектури Абевил.
По подацима из 2011. године у општини је живело 253 становника, а густина насељености је износила 116,06 становника/km². Општина се простире на површини од 2,18 km². Налази се на средњој надморској висини од 110 метара (максималној 117 m, а минималној 62 m).

## Демографија
| 1962. | 1968. | 1975. | 1982. | 1990. | 1999. | 2011. |
| ----- | ----- | ----- | ----- | ----- | ----- | ----- |
| 224   | 240   | 246   | 282   | 271   | 279   | 253   |

График промене броја становника у току последњих година